# Agraffe (Klavier)

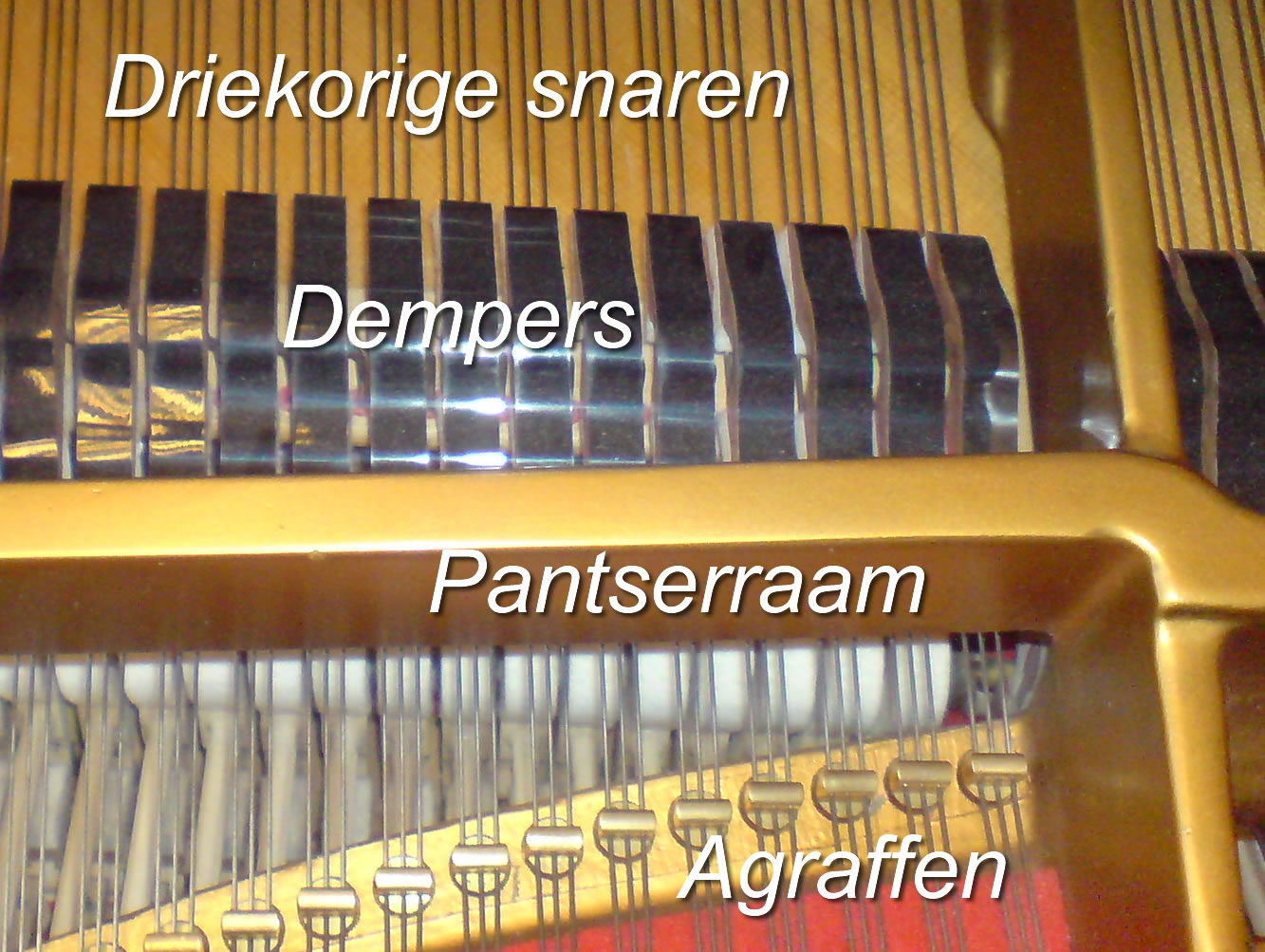
Agraffen (runde Teile unten mit Steg) in einem modernen Flügel

Eine Agraffe ist ein Bauteil höherwertiger Klaviere und Flügel. Die Saiten werden durch eine Bohrung in der Agraffe zum Stimmwirbel geführt. Dadurch lässt sich eine präzisere Positionierung der Saite erreichen, als dies mit Stegen und Stiften möglich ist.